# Ángel

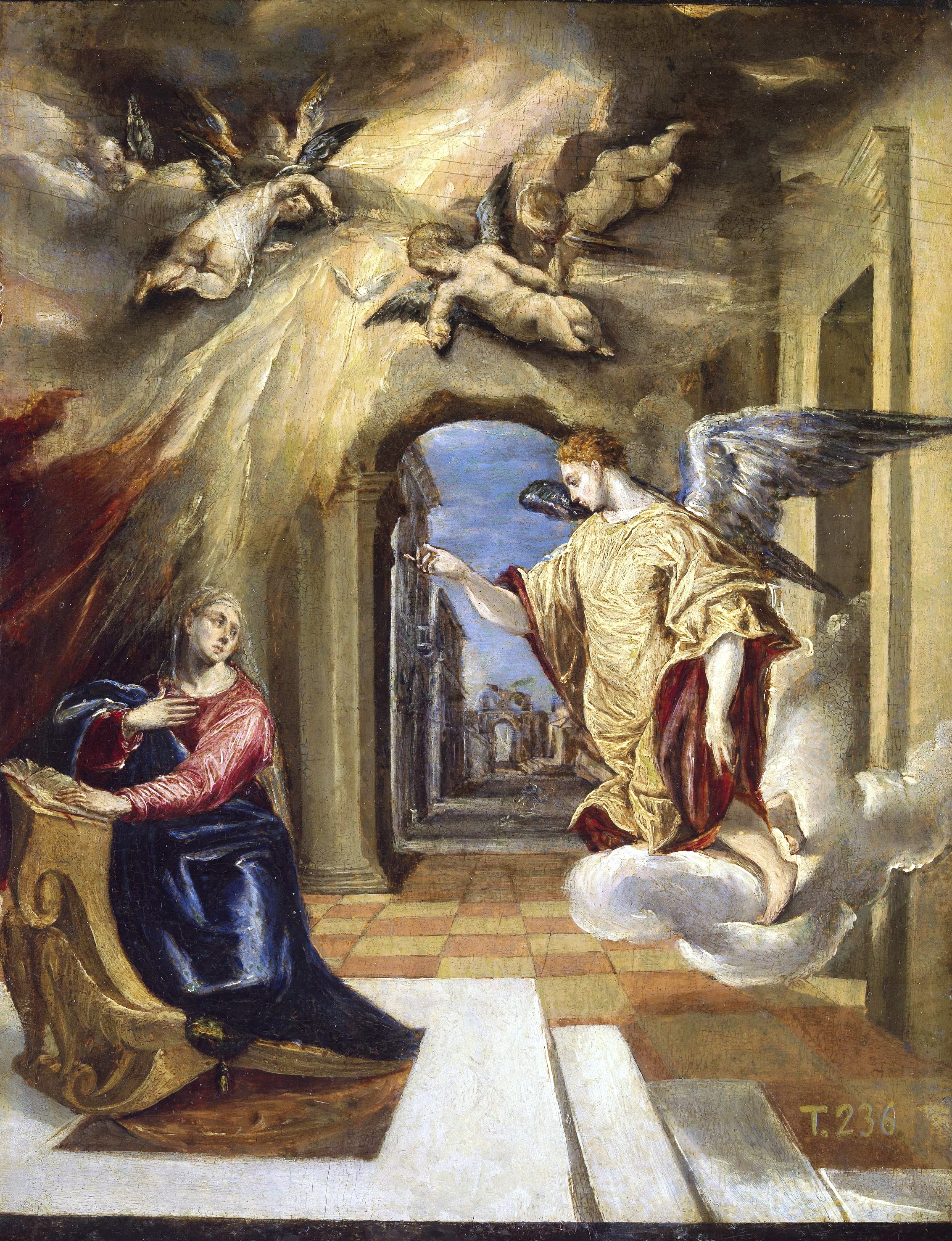
La Anunciación: el arcángel Gabriel anuncia a María que va a ser la madre de Jesús (El Greco, 1575).

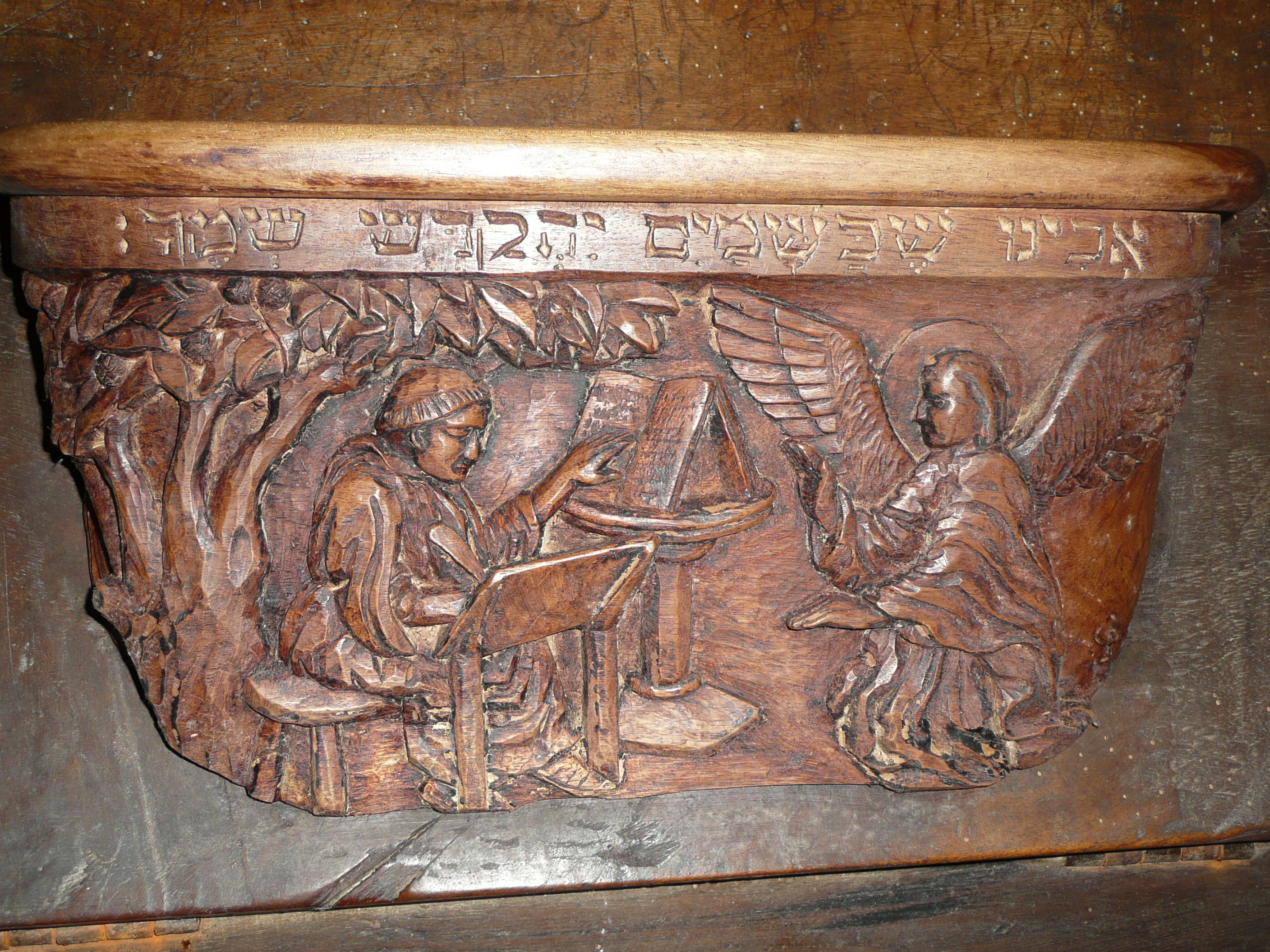
Talla medieval con monje inspirado por un ángel al traducir un texto bíblico del hebreo al latín. Sobre la imagen se encuentra incisa la siguiente inscripción hebrea: "אבינו שבשמים יהקדיש שמך" (Avinu shebashamáim iheakdísh shimjá), es decir, "Nuestro padre que [está] en los cielos santificará tu nombre". Misericordia gótica, Iglesia de St Pons de Thomières, Francia.

Un ángel es un ser sobrenatural presente en varias religiones y mitologías, cuya función principal es servir a una deidad suprema. Sus funciones y especificaciones varían según cada cultura. La rama de la teología que se especializa en  los ángeles se denomina angelología.
Las religiones monoteístas muchas veces representan a los ángeles como seres celestiales benevolentes que actúan como intermediarios entre Dios y la humanidad.
En el catolicismo se habla del ángel de la guarda o del custodio, que sería aquel que Dios tiene señalado a cada persona para protegerla. Por contraposición, también se tiene la figura del ángel caído, aquel que ha sido expulsado del cielo por desobedecer o rebelarse contra Dios. Los ángeles más conocidos en las tradiciones judeocristianas son: San Miguel, San Gabriel y San Rafael.

## Etimología y usos
La palabra "ángel" en español procede del latín angĕlus, que a su vez deriva del griego ἄγγελος ángelos, 'mensajero'. Este nombre ya era usado en la antigua Grecia, según el panteón griego la demon Angelia (Ἀγγελία) era la mensajera de los dioses, hija del dios mensajero Hermes.
Ángel es nombre de pila común de género masculino y funciona de complemento en femenino como en Mariángel. Su variante femenino se forma colocando el sufijo -a (Ángela) cuyo diminutivo es Angelina.

## En el cristianismo

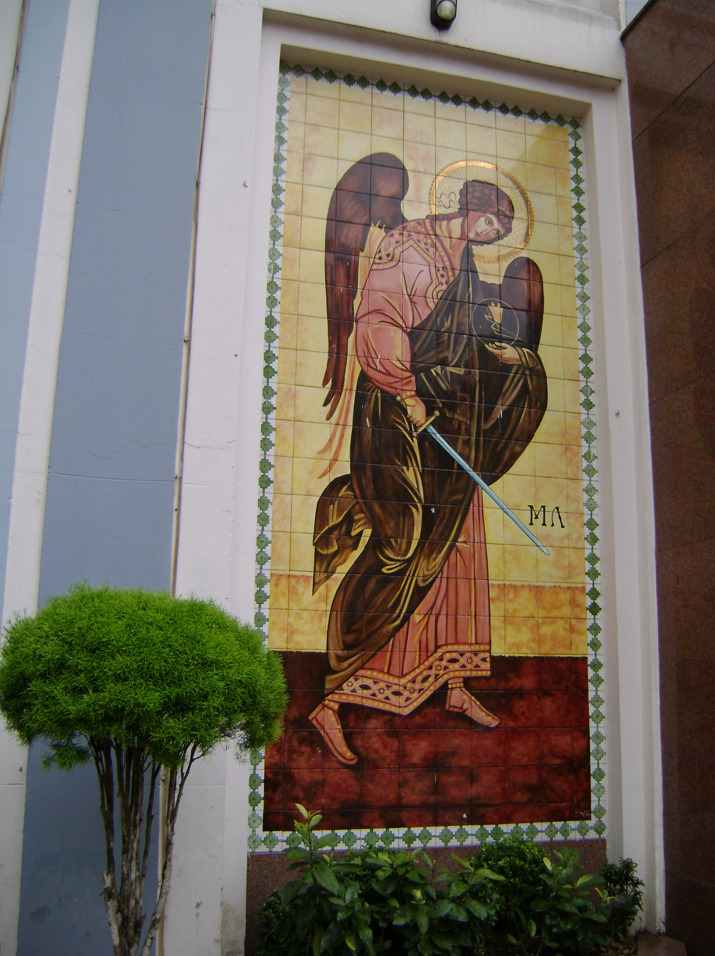
Imagen de un ángel en Sao Paulo.

En el Catecismo de la Iglesia Católica en particular se afirma que: "Desde la creación (cf Jb 38, 7, donde los ángeles son llamados "hijos de Dios") y a lo largo de toda la historia de la salvación, los encontramos, anunciando de lejos o de cerca, esa salvación y sirviendo al designio divino de su realización: cierran el paraíso terrenal (cf Gn 3, 24), protegen a Lot (cf Gn 19), salvan a Agar y a su hijo (cf Gn 21, 17), detienen la mano de Abraham (cf Gn 22, 11), la ley es comunicada por su ministerio (cf Hch 7,53), conducen el pueblo de Dios (cf Ex 23, 20-23), anuncian nacimientos (cf Jc 13) y vocaciones (cf Jc 6, 11-24; Is 6, 6), asisten a los profetas (cf 1 R 19, 5), por no citar más que algunos ejemplos. Finalmente, el ángel Gabriel anuncia el nacimiento del Precursor y el del mismo Jesús (cf Lc 1, 11.26)"."De la Encarnación a la Ascensión, la vida del Verbo encarnado está rodeada de la adoración y del servicio de los ángeles. Cuando Dios introduce «a su Primogénito en el mundo, dice: "adórenle todos los ángeles de Dios"» (Hb 1, 6). Su cántico de alabanza en el nacimiento de Cristo no ha cesado de resonar en la alabanza de la Iglesia: "Gloria a Dios..." (Lc 2, 14). Protegen la infancia de Jesús (cf Mt 1, 20; 2, 13.19), le sirven en el desierto (cf Mc 1, 12; Mt 4, 11), lo reconfortan en la agonía (cf Lc 22, 43), cuando Él habría podido ser salvado por ellos de la mano de sus enemigos (cf Mt 26, 53) como en otro tiempo Israel (cf 2 M 10, 29-30; 11,8). Son también los ángeles quienes "evangelizan" (Lc 2, 10) anunciando la Buena Nueva de la Encarnación (cf Lc 2, 8-14), y de la Resurrección (cf Mc 16, 5-7) de Cristo. Con ocasión de la segunda venida de Cristo, anunciada por los ángeles (cf Hb 1, 10-11), éstos estarán presentes al servicio del juicio del Señor (cf Mt 13, 41; 25, 31 ; Lc 12, 8-9)"; y además: "De aquí que toda la vida de la Iglesia se beneficie de la ayuda misteriosa y poderosa de los ángeles (cf Hch 5, 18-20; 8, 26-29; 10, 3-8; 12, 6-11; 27, 23-25)". "En su liturgia, la Iglesia se une a los ángeles para adorar al Dios tres veces santo (cf Misal Romano, "Sanctus")"; "Desde su comienzo (cf Mt 18, 10) hasta la muerte (cf Lc 16, 22), la vida humana está rodeada de su custodia de los ángeles "Nadie podrá negar que cada fiel tiene a su lado un ángel como protector y pastor para conducir su vida" (San Basilio Magno, Adversus Eunomium, 3, 1: PG 29, 656B). Desde esta tierra, la vida cristiana participa, por la fe, en la sociedad bienaventurada de los ángeles y de los hombres, unidos en Dios".

### Biblia cristiana
Los ángeles son representados a lo largo de la Biblia cristiana como seres espirituales intermedios entre Dios y los hombres: "Sin embargo, los ha hecho [a los humanos] un poco más bajos que Dios, y los ha coronado de gloria y honor". (Salmos 8:4-5). Los cristianos creen que los ángeles son seres creados, basándose en (Salmos 148:2-5); (Colosenses 1:16). Las traducciones griegas de la Biblia hebrea se refieren a seres intermediarios, como ángeles, en lugar de daimons', dando así lugar a una distinción entre demonios y ángeles. En el Antiguo Testamento se mencionan tanto ángeles benévolos como feroces, pero nunca se les llama demonio. La simetría está entre los ángeles enviados por Dios, y los espíritus intermediarios de deidades extranjeras, no en las acciones buenas y malas.
En el Nuevo Testamento, la existencia de los ángeles, al igual que la de los demonios, se da por sentada. Pueden intervenir e interceder en favor de los humanos. Los ángeles protegen a los justos (Mateo 4:6, Lucas 4:10). Habitan en los cielos (Mateo 28:2, Juan 1:51), actúan como guerreros de Dios (Mateo 26:53) y adoran a Dios (Lucas 2:13). En la parábola del Rico y Lázaro, los ángeles se comportan como psicopompos. En la Resurrección de Jesús aparecen ángeles que le dicen a la mujer que Jesús ya no está en el sepulcro, sino que ha resucitado de entre los muertos.

#### Interacción con los humanos

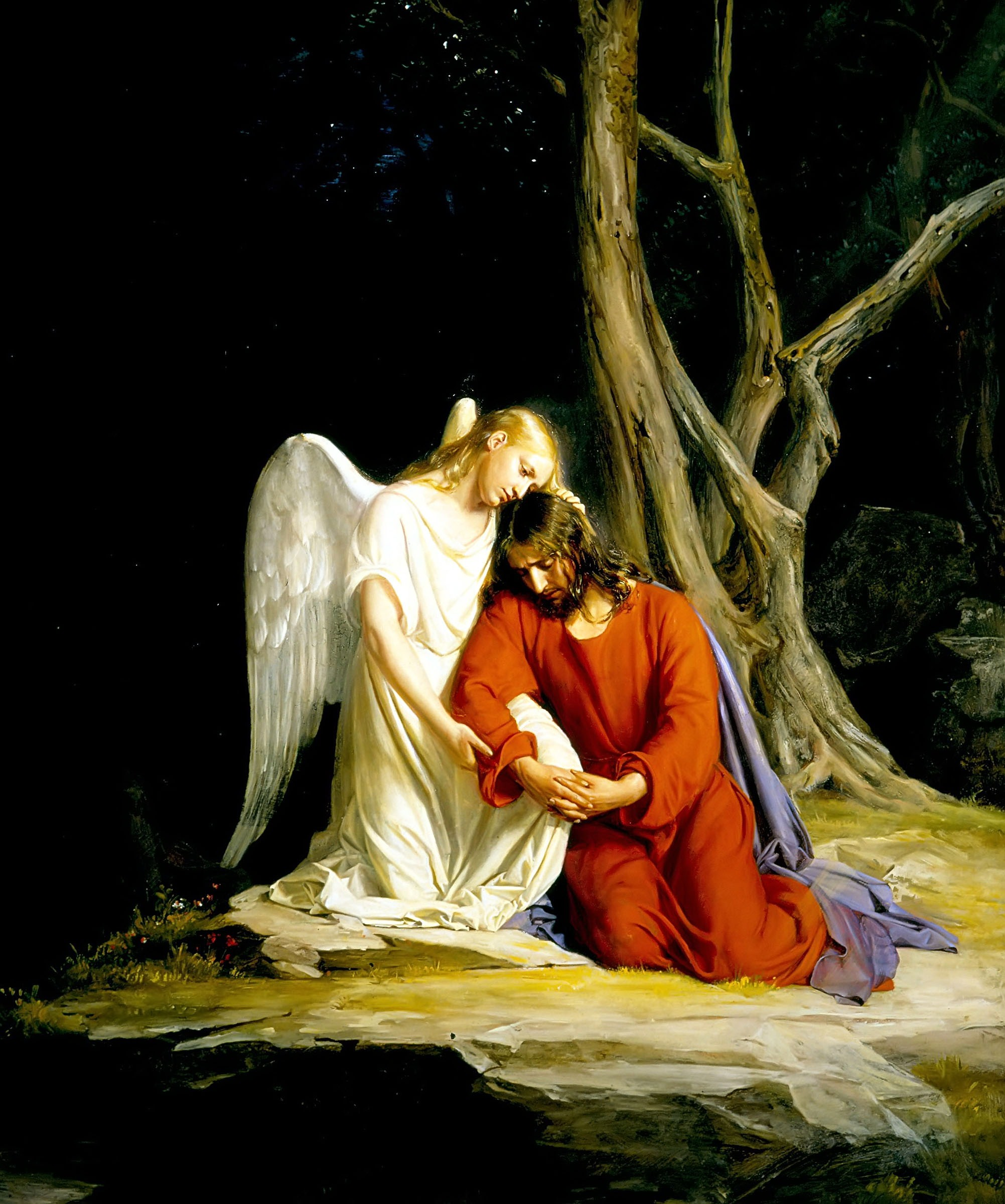
Kristus i Getsemane (1873), un ángel consolando a Jesús antes de su arresto en el Huerto de Getsemaní, por Carl Heinrich Bloch (1834-1890)

No os olvidéis de la hospitalidad, porque por ella algunos, sin saberlo, hospedaron ángeles.- Hebreos 13:2 RVR1960
Tres casos distintos de interacción angelical tienen que ver con los nacimientos de Juan el Bautista y Jesús. En Lucas 1:11, un ángel se le aparece a Zecarías para informarle de que tendrá un hijo a pesar de su avanzada edad, proclamando así el nacimiento de Juan el Bautista. En Lucas 1:26 Gabriel visita a María en la Anunciación para predecir el nacimiento de Jesús. Los ángeles proclaman el nacimiento de Jesús en la Adoración de los pastores en Lucas 2:10.
Según Mateo 4:11, después de que Jesús pasó 40 días en el desierto, "...el Diablo lo dejó y, he aquí, vinieron ángeles y le sirvieron". En Lucas 22:43 un ángel consuela a Jesús durante la Agonía en el Huerto. En Mateo 28:5 un ángel habla en la tumba vacía, después de la Resurrección de Jesús y de que los ángeles hagan rodar la piedra.
En 1851 el Papa Pío IX aprobó la Coronilla de San Miguel basada en la revelación privada de 1751 del arcángel Miguel a la monja Carmelita Antonia d'Astonac. En una biografía de Gemma Galgani escrita por Germanus Ruoppolo, Galgani afirmó que había hablado con su ángel de la guarda.
En varias oportunidades el papa Francisco dedicó algunas reflexiones a la importancia de los Ángeles de la Guarda, también llamados Ángeles Custodios, cuya fiesta se celebra el 2 de octubre.
En el año 2014, el papa Francisco expresó durante la homilía de la Misa en la Casa de Santa Marta que el Ángel Guardián sí existe, no es una fantasía sino un compañero que Dios ha puesto a cada uno en el camino de la vida: "Esta no es una doctrina sobre los ángeles un poco fantasiosa: no, es realidad. Lo que Jesús, lo que Dios ha dicho: ‘Yo envío un ángel ante ti para custodiarte, para acompañarte en el camino, para que no te equivoques’".
Testigos de Jehová
El concepto de los ángeles es similar a cualquier rama del cristianismo, son seres intermediarios entre Dios y la humanidad, estos a su vez tienen su equivalente opuesto, los demonios. Sin embargo, para los Testigos de Jehová hay un ángel supremo y único, Jesucristo que consideran como el Arcángel Miguel. y la guía para llegar a Jehová.

## En el judaísmo
Los ángeles (en hebreo: מלאך mal’āḵ "mensajero/trabajo") gozan de una larga tradición en la cultura judía. Se describen como seres sobrenaturales sin forma física ni conciencia, actuando solo cuándo y cómo Yahveh les indique,
la falta de libre albedrío los posiciona por debajo de la humanidad.
Sin embargo, este concepto comienza a aplicarse por los rabinos del siglo II, probablemente para evitar que los judíos adoraran y veneraran ángeles. Los rabinos degradaron a los ángeles al nivel de la humanidad, enfatizando así la omnipotencia, la omnipresencia y la adoración a Yahveh. 
Inicialmente los ángeles eran seres antropomórficos con capacidades similares a los humanos. Los ángeles se llenan de celos porque Yahveh siente afecto por los humanos que siguen la Torá (ley judía) en oración, resistiendo los instintos malignos, y por la Teshuvá. 
El Libro de Enoc habla de unos ángeles rebeldes que actuaron por voluntad propia, y que luego fueron expulsados del cielo, llamados ángeles caídos. El Génesis relata cómo los Hijos de Dios que gustaron de mujeres, llamadas Hijas del Hombre, se multiplicaron entre ellos. Yahveh arrepentido de lo que había provocado envió el Diluvio universal.
El rabino del siglo II Shimon bar Yojai maldijo a todos los que habían explicado el término Hijo de Dios como ángel. Según él, los Hijos de Dios eran en realidad hijos de jueces o hijos de nobles. El mal ya no se atribuía a las fuerzas celestiales, sino a una "inclinación al mal" dentro de los humanos.

## En el islam
Los ángeles en el islam o malaikas (en árabe ملك, malak, "ángel" o "mensajero"; plural ملاًئِكة, malā'ikah) son seres celestiales, creados por Alá a partir de un origen luminoso. Tienen diferentes funciones, como alabar a Dios en los cielos, interactuar con la vida cotidiana de los humanos y llevar las leyes de la naturaleza. 

## En el zoroastrismo
En el zoroastrismo hay diferentes figuras con forma de ángel. Por ejemplo, cada persona tiene un ángel guardián, llamado Fravashi. Ayudan a los seres humanos y otras criaturas, y también manifiestan la energía de Dios. Los Amesha Spentas a menudo han sido considerados ángeles, aunque no hay una referencia directa a ellos transmitiendo mensajes, sino que son más bien emanaciones de Ahura Mazda ("Señor Sabio", Dios); inicialmente aparecieron de una manera abstracta y luego se volvieron personalizadas, asociadas con diversos aspectos de la creación divina.

## En la antigua China
El sistema de fe ortodoxo sostenido por la mayoría de las dinastías de China desde al menos la dinastía Shang (1766 a. C.) hasta el período moderno centrado en la adoración de Shangdi (上帝 "Dios") o el cielo como una fuerza omnipotente. En gran medida Shangdi era un dios perteneciente al panteón chino, sin embargo, variantes posteriores como el moísmo (470 a. C. - 391 a. C.) enseñaron que Shangdi era el dios supremo y que la función de los dioses menores y los espíritus ancestrales era simplemente llevar la voluntad de Shangdi.

## En la antigua Grecia
En los comentarios de Proclo (siglo IV) sobre el Timeo de Platón, Proclo usa la terminología de "angelical" (aggelikos) y "ángel" (aggelos) en relación con los seres metafísicos. Según Aristóteles, así como hay un motor primario, también debe haber motores secundarios espirituales.

## En el sijismo
La poesía de las sagradas escrituras de los Sij, el Sri Gurú Granth Sahib Ji, menciona figuradamente a un mensajero o ángel de la muerte, a veces como Iama (ਜਮ) y a veces como Azrael (ਅਜਰਾਈਲੁ), al igual que otros con funciones diferentes como a Chitar y Gupat.

Chitar y Gupat, los ángeles registradores del consciente y del inconsciente, escriben los relatos de todos los seres mortales, pero ni siquiera pueden ver a los humildes devotos del Señor.
Sri Gurú Granth Sahib Ji

## En África
El pueblo Himba de Namibia practica una forma de panenteísmo monoteísta y adora al dios Mukuru (creador Supremo). Los antepasados fallecidos de los Himba están subordinados a él, actuando como intermediarios entre Dios y la humanidad.

## En el Levante politeísta
En todo el Levante mediterráneo "El" «padre de todos los dioses», era el dios supremo, padre de la raza humana y de todas las criaturas. El, era adorado como único dios (monoteísmo), deidad suprema (monolatrismo), o un dios importante de un conjunto de dioses (politeísta).
Él vivía con la diosa Asherah en una carpa en lo alto de una montaña (el equivalente al monte olimpo), cuya base se originaba toda el agua dulce del mundo, esta pareja formaba la cima del panteón. El segundo escalón estaba conformado por sus hijos, los "setenta hijos de Athirat", una variante del nombre Asherah (los cuales tienen atributos similares a los dioses Zeus, Poseidón, Hades o Tánatos, entre otros). Baal era un dios prominente en este grupo, que tenía su sede en el Monte Zaphon, Baal se volvió principal en el culto, por lo que El se transformó en el poder ejecutivo y Baal el poder militar de la creación. Debajo de los setenta dioses secundarios había un escalón comparativamente menor de deidades de la industria y el comercio, y un cuarto escalafón especial para los ángeles. El y sus hijos componían la Asamblea de los dioses, y cada miembro tenía una nación humana bajo su custodia, El dividió a las naciones entre sus hijos.

## Jerarquía de ángeles

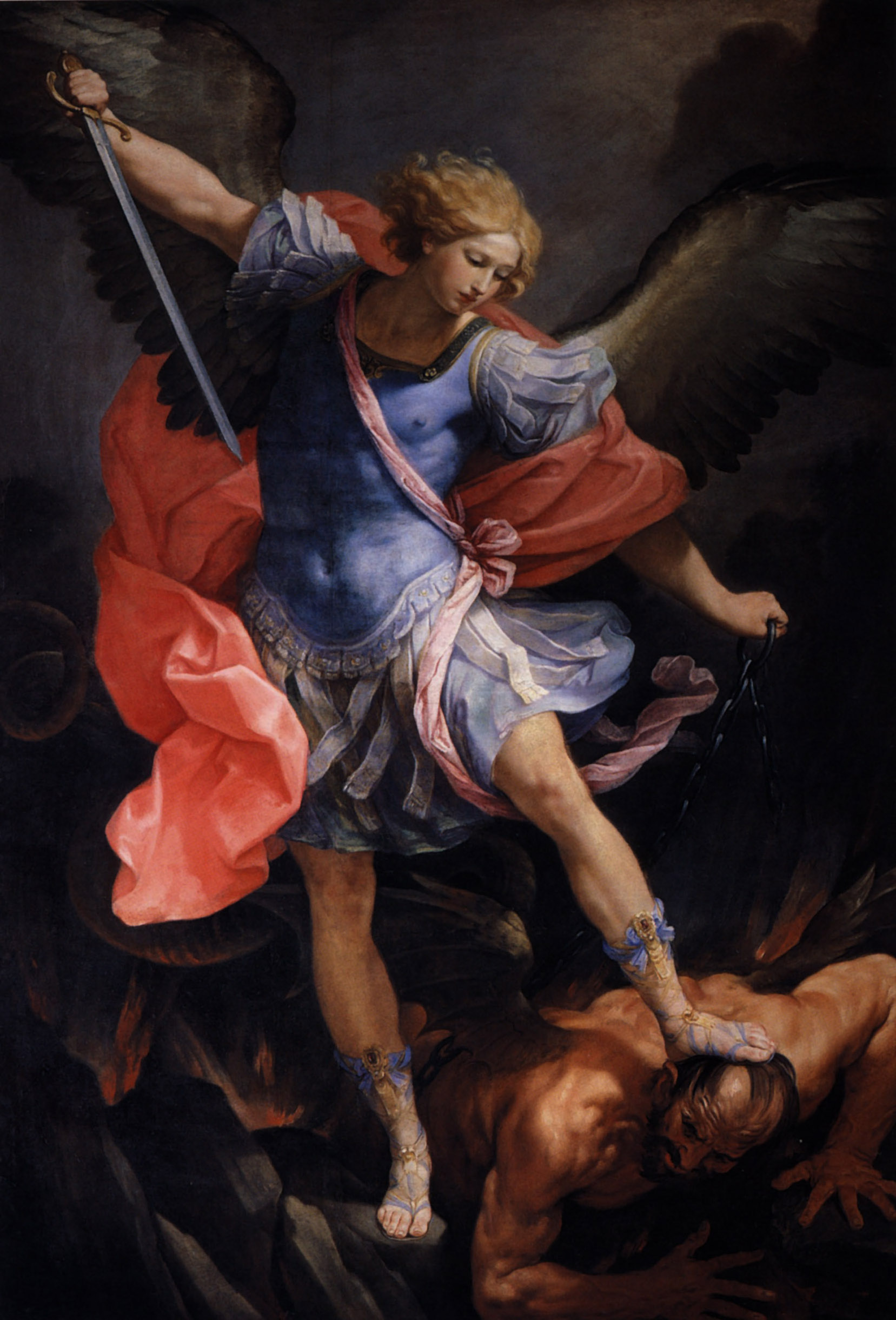
San Miguel Arcángel vence a Lucifer. Guido Reni, (1635).

### Jerarquía de ángeles en el cristianismo
Los ángeles suelen estar divididos en rangos, que siguen ciertas jerarquías de las que extraen características peculiares. En el cannon bíblico de 66 libros no se describe, de manera directa, ninguna jerarquía.
La clasificación más común se remonta al De coelesti hierarchia del Pseudo-Dionisio, que los divide en tres jerarquías, cada una de las cuales contiene a su vez tres órdenes o coros, para un total de nueve tipos de ángeles:
1. Serafines, Querubines y Tronos;
2. Dominaciones, Virtudes y Potestades;
3. Principados, Arcángeles y Ángeles.

### Jerarquía de ángeles en el judaísmo
| Dignidad | Ángel           | Notas                                              |
| 1        | Hayot Ha Kodesh |                                                    |
| 2        | Ophanim         |                                                    |
| 3        | Erelim          | Véase Isaías 33:7                                  |
| 4        | Hashmallim      | Véase Ezequiel 1:4                                 |
| 5        | Serafines       | Véase Isaías 6                                     |
| 6        | Malakhim        | Mensajeros                                         |
| 7        | Elohim          | «Seres divinos»                                    |
| 8        | Bene Elohim     | «Hijos de los seres divinos»                       |
| 9        | Querubines      | Véase Talmud Hagigah 13b                           |
| 10       | Ishim           | «Seres similares a los humanos», véase Daniel 10:5 |

## En el arte

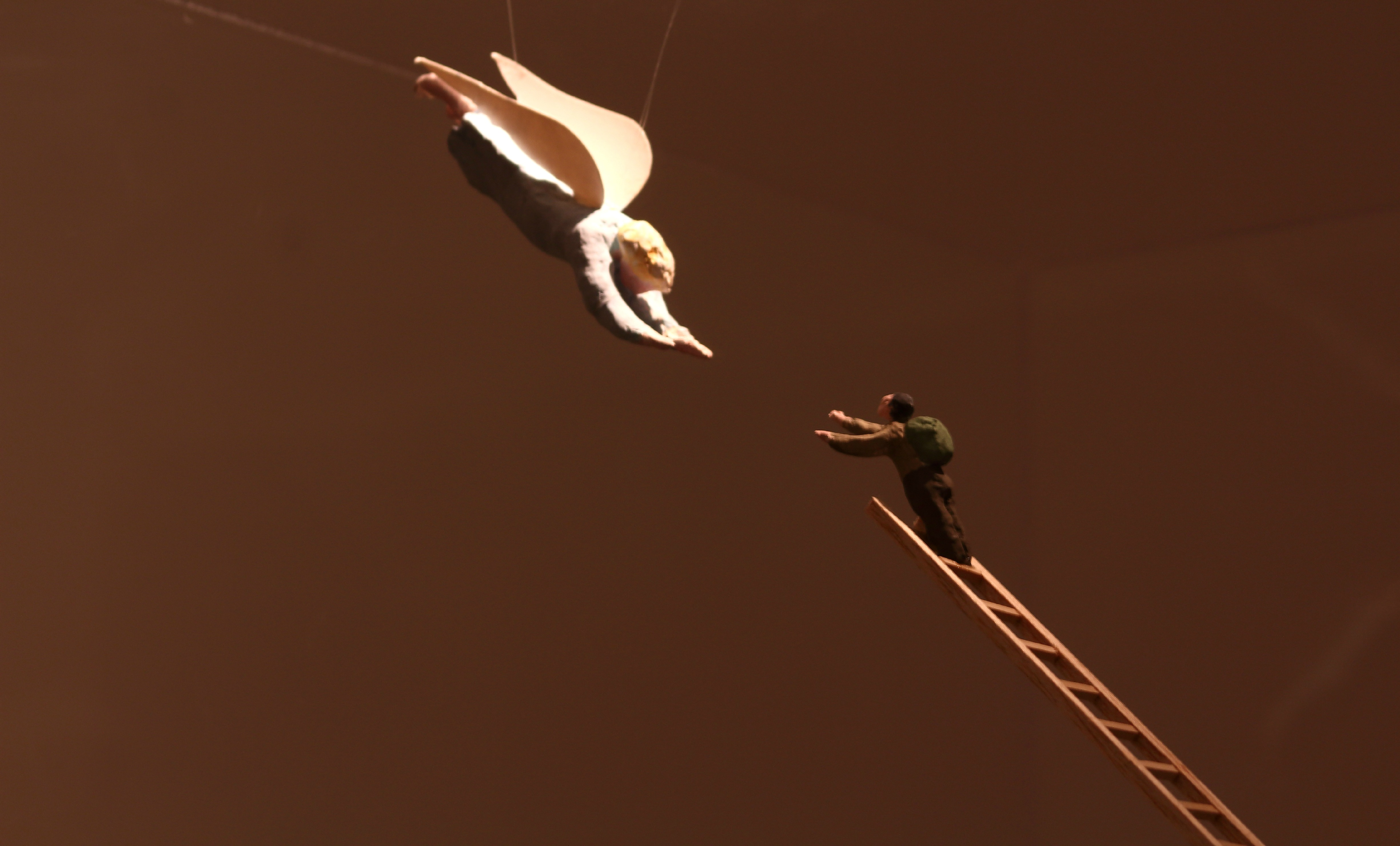
Angelogía, Utopía y Ángeles.

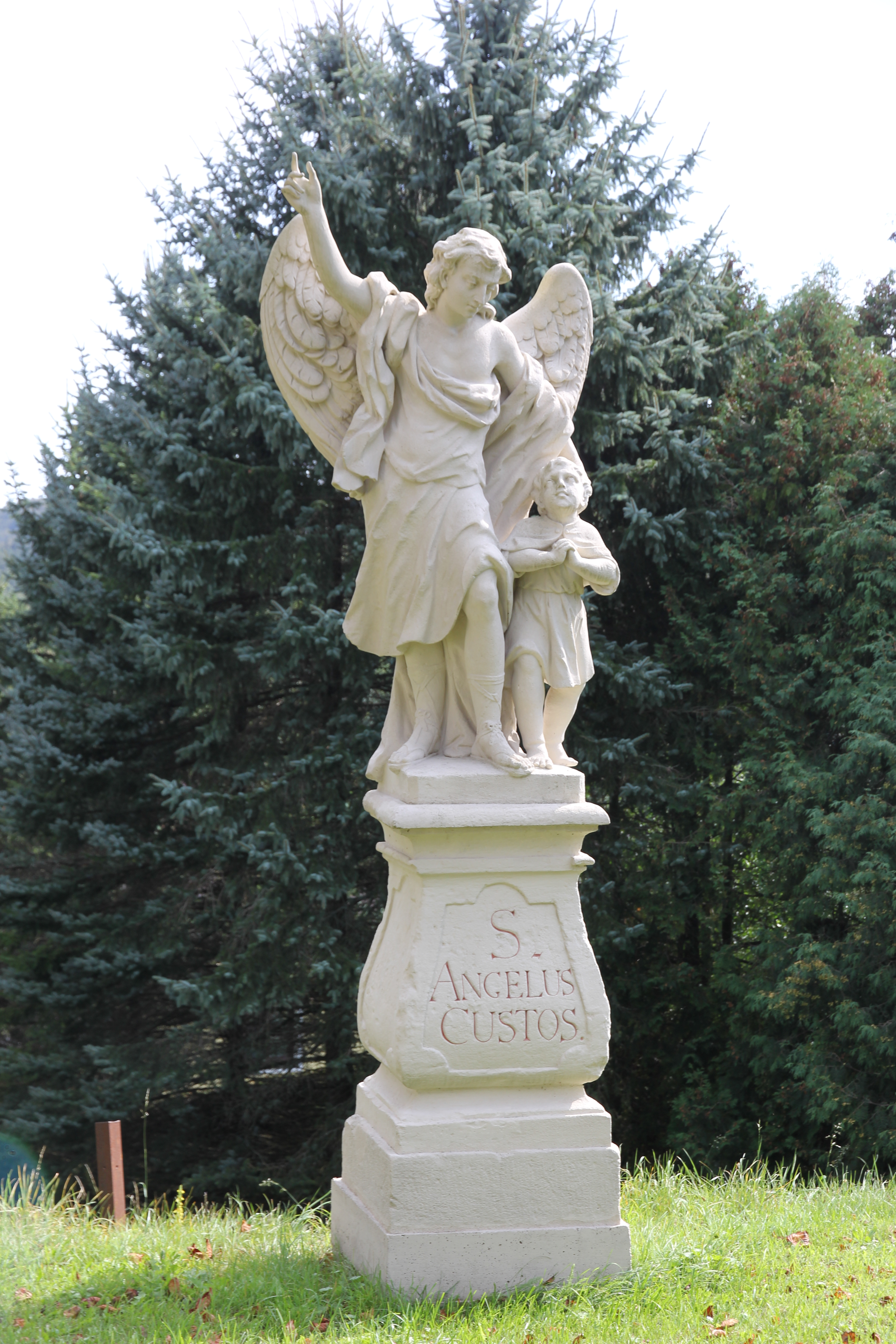
Escultura de Ángel de la Guarda.

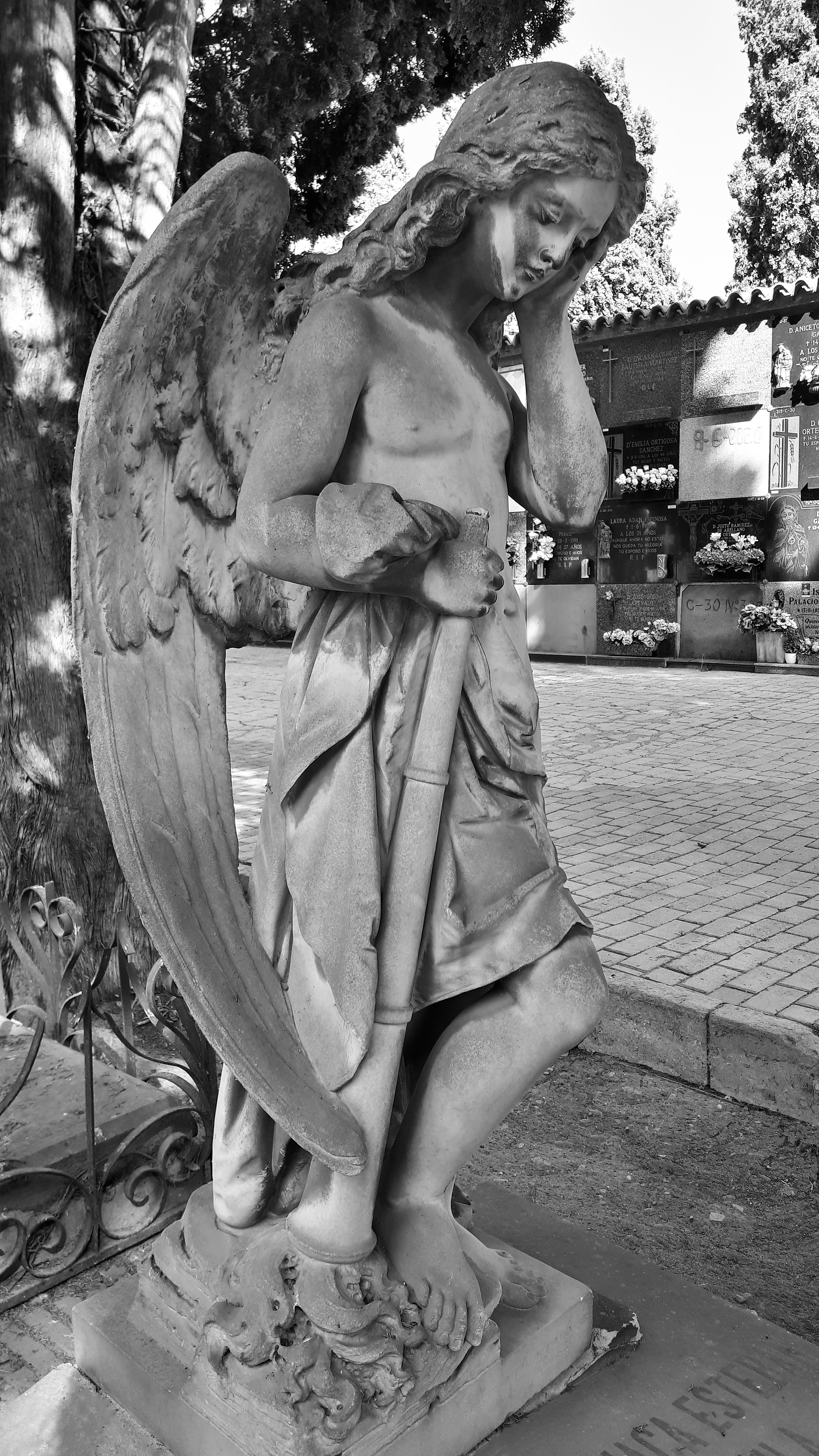
Ángel doliente con tuba.

Tradicionalmente, sobre todo en pintura, los ángeles han sido representados como seres alados, aunque pueden ser espíritus invisibles o incluso simplemente rayos de luz que todo lo observan, que pueden aparecer en la Tierra como seres humanos.